# آنوریسم
آنوریسم یا رگ‌برآمدگی (به انگلیسی: Aneurysm) برگرفته از ἀνεύρυσμα یونانی به معنای فتق شریان است. اگرچه ممکن است آنوریسم در هر رگی رخ دهد، اما نمونه‌های کشنده آن آنوریسم حلقه‌های ویلیس کف مغز، آنوریسم آئورت و آنوریسم آئورت شکمی هستند. آنوریسم‌ها می‌توانند به دنبال سکته قلبی در خود قلب ایجاد شوند، مانند آنوریسم‌های بین بطن و دهلیز.

## علایم شایع
آنوریسم در قفسه سینه باعث درد قفسه سینه، گردن، کمر، و شکم می‌شود. درد ممکن است ناگهانی و تیز باشد.
آنوریسم در شکم باعث درد در کمر (گاهی شدید)، بی‌اشتهایی و کاهش وزن، و وجود یک توده ضربان‌دار در شکم می‌شود.
آنوریسم در یک سرخرگ در پا باعث نرسیدن خون به اندازه کافی به نقاط مختلف پا می‌شود. در نتیجه پا دچار ضعف و رنگ‌پریدگی می‌شود، یا اینکه متورم شده، رنگ آن به آبی تغییر می‌کند. امکان دارد یک توده ضربان‌دار در ناحیه کشاله ران یا پشت زانو وجود داشته باشد.
وجود آنوریسم در یک سرخرگ مغزی باعث سردرد (اغلب ضربان‌دار)، ضعف، فلج یا کرختی، درد پشت چشم، تغییر بینایی یا نابینایی نسبی، و مساوی نبودن اندازه مردمک‌ها می‌شود. وجود آنوریسم در عضله قلب باعث نامنظم شدن ضربان قلب و علایم نارسایی احتقانی قلب می‌شود.

## علل
- شایع‌ترین علت بروز آنوریسم، افزایش فشارخون است که دیواره سرخرگ را تضعیف می‌کند.
- آترواسکلروز
- ضعف مادرزادی سرخرگ (به خصوص در مورد آنوریسم‌های شریان‌هایی که به مغز می‌روند.
- عفونت آئورت در اثر بیماری سیفلیس[۳] (نادر است).
- صدمه فیزیکی.
- عفونت آئورت در اثر بیماری اندوکاردیت و عفونت آئورت پس از جراحی آئورت.

## عوامل تشدیدکننده
- سن بیشتر از ۶۰ سال
- سابقه حمله قلبی
- فشارخون بالا
- سیگارکشیدن
- چاقی
- سابقه خانوادگی تصلب شرایین
- پلی آرتریت گره‌ای (یک نوع بیماری که طی آن التهاب سرخرگ‌های کوچک روی می‌دهد)

## پیشگیری
- ترک سیگار
- ورزش منظم
- تغذیه کافی و رژیم کم‌چربی
- در صورت وجود سیفلیس، درمان زودهنگام
- رعایت برنامه درمانی کنترل فشارخون
- کاهش استرس

## پیامدهای مورد انتظار
- حوادث مغزی-عروقی: در صورت پارگی آنوریسم، سبب خونریزی وسیع مغزی می‌شود که اصطلاحاً سکته هموراژیک گفته می‌شود. آنوریسم مغزی حتی پیش از آنکه پاره شود ممکن است با فشار به نواحی مجاور سبب ایسکمی مغزی و نکروز بافت شود.
- پاره‌شدن آنوریسم.[۳]
- آنوریسم می‌تواند سبب نارسایی آئورت و نارسایی قلبی شده یا بر ارگان‌های مجاور فشار بیاورد.[۳]
- علایم بسته به مکان آنوریسم عبارت‌اند از: سردرد بسیار شدید، درد شدید و تند و تیز در قفسه سینه، شکم یا پا، از دست دادن هوشیاری. اگر پارگی درمان نشود می‌تواند به مرگ بینجامد.

## درمان
اگر آنوریسم پاره شود (مخصوصاً آنوریسم مغزی) شانس زنده‌ماندن بسیار کم خواهد بود، بنابراین تشخیص زودهنگام و درمان پیش از اینکه آنوریسم پاره شود ضروری است.
بررسی‌ها عبارت‌اند از: آزمایش خون از لحاظ فاکتورهای انعقادی، نوار قلب، آنژیوگرافی، دیگر عکس‌برداری‌ها، سی تی اسکن، یا سونوگرافی.
آنوریسم اغلب به کمک جراحی درمان‌پذیر است. در جراحی، رگ مصنوعی به جای آن قسمت از رگ که آنوریسم دارد گذاشته می‌شود. جراحی در مورد آنوریسم قلبی می‌تواند سبب برطرف شدن نامنظمی‌های ضربانی شود و عمر را طولانی‌تر کند. گاهی آنوریسم برگشت‌پذیر است.
جراحی برای جایگزین کردن رگ دچار آنوریسم یا بستن آنوریسم:
آنوریسم مغزی نیاز به جراحی اورژانس دارد. جراحی برای دیگر انواع آنوریسم را می‌توان در میزان مناسب انجام داد.
پس از جراحی، اندازه‌گیری فشارخون و کنترل فشارخون باید جدی گرفته شود. ترمیم جراحی آنوریسم بستگی به محل و اندازه آن دارد. آنوریسم آئورت با قطر بیش از ۵٫۵cm نیاز به جراحی دارد.
داروهای ضدانعقادی برای جلوگیری از تشکیل لخته خون و داروهای ضددرد، پس از جراحی تجویز می‌شوند. معمولاً برای جلوگیری از عفونت آنتی‌بیوتیک تجویز می‌شود.

## فعالیت در زمان ابتلاء به این بیماری
قبل از جراحی در زمان ابتلاء به این بیماری از فعالیت سنگین یا فشارآوردن به خود اجتناب کنید. بعد از جراحی، به تدریج فعالیت عادی خود را از سر گیرید.

## رژیم غذایی
قبل از جراحی، مصرف غذای پرفیبر برای جلوگیری از زور زدن به هنگام اجابت مزاج توصیه می‌شود. پس از جراحی، رژیم خاصی توصیه نمی‌شود.

## توجه و احتیاط
در موارد زیر، مراجعه به اورژانس ضرورت دارد:
- اگر شخصی علائم آنوریسم را دارد، به‌ویژه وجود یک توده ضربان‌دار در شکم یا پا، یا درد قفسه سینه یا شکمی. این وضعیت نشانه یک فوریت پزشکی است! باید کمک پزشکی خواسته و تا زمان رسیدن آمبولانس، بیمار هیچ حرکتی نداشته باشد.
- اگر بیمار حمله قلبی داشته است و پس از آن دچار نامنظمی ضربان قلب یا علائم نارسایی احتقانی قلب شده است.
- اگر پس از جراحی، هر کدام از علائم دوباره رخ دهد.